# Almery Bezerra de Melo
Almery Bezerra de Melo nasceu na cidade de Escada (Pernambuco), em 1927.
Quando tinha onze anos de idade, ingressou no Seminário de Olinda.
Depois, foi enviado para estudar em Roma e, na época, teve contato com movimentos operários de diversos países da Europa, tais como: Bélgica, Alemanha e França.
Na Europa, teve contato com teólogos franceses como: Marie-Dominique Chenu e outros.
Em 1951, retornou ao Brasil e passou a ensinar no Seminário da Arquidiocese do Recife e na Universidade Católica de Pernambuco (Unicape), desse modo começou a trabalhar como supervisor da Juventude Universitária Católica em Recife.
No início de 1963, passou a atuar como assessor de Paulo Freire, ligando-se ao Movimento de Educação de Base e ao Movimento de Cultura Popular no Recife, do qual se tornaria Secretário Executivo e, depois, assumiria a direção do Centro de Extensão Universitária da Universidade Federal de Pernambuco, quando Paulo Freire foi para Brasília.
Nessa época, também começou a publicar semanalmente artigos no jornal "Última Hora".
Poucos dias antes do Golpe Militar de 1964, participou de uma reunião da Ação Popular em Belo Horizonte. No momento do Golpe, estava no Rio de Janeiro.
Pouco tempo após o golpe, teve que sair no Brasil, e o fez no mesmo avião no qual Violeta Arraes viajou. Sendo, portanto, um dos primeiros exilados oriundos da Região Nordeste do Brasil a chegarem na França.
Após se estabelecer em Paris, conseguiu ingressar no doutorado em Sociologia na École de Hautes Études e, logo depois, deixou o sacerdócio.
Desse modo, produziu alguns artigos que foram publicados na Itália, na França e na Alemanha.
Em 1966, viajou para o México, onde permaneceu por três meses. Naquele país, encontrou-se com Francisco Julião, líder das ligas camponesas e com o Padre Francisco Lage, dentre outros exilados.
Ajudou nos contatos que permitiriam que Paulo Freire trabalhasse no Conselho Mundial de Igrejas, em Genebra (Suíça).
Na Argélia, trabalhou junto ao Ministério da Agricultura e, depois, em uma Organização Não Governamental (ONG) que começou a disseminar a utilização do Método Paulo Freire para alfabetização de adultos em árabe.
Em 1976, mudou-se para Luanda (Angola), como chefe da representação da Unicef, indicado por Frank Svensson.
Ao retornar do exílio, filiou-se ao Partido do Movimento Democrático Brasileiro (PMDB), mas posteriormente se desligou.
No dia 10 de maio de 2019, morreu de câncer no Recife  .